# 天蓬元帥

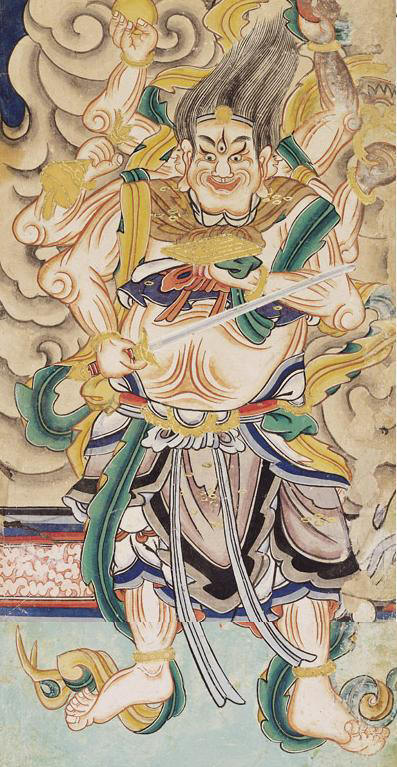
天篷元帥

天篷元帥，道教護法神，北極四聖之一（《道門通教必用集》卷七），原為北斗星宿之一，被尊崇為星宿神。後人格化成為北極紫微大帝所屬部將外貌三頭六臂，手持鉞斧，統理北斗及酆都的神將。至明清時，小說《西遊記》豬八戒天篷元帥與北極四聖之一的天篷元帥為不同。
在唐宋之際，民間曾經流行《天篷神咒》，認為誦念此咒可以護身祈福。
中華民國連江縣（馬祖群島）莒光鄉田澳境天后宮有奉祀天篷元帥，形象為紅面長鬚之武將，左手握拳放於膝上，右手持釘耙。

## 廟宇

### 台灣
道教玉皇玉聖宮，台南市北區和緯路二段372號。

田澳境天后宮(陪祀)，馬祖莒光鄉田沃村